# 私が恋愛できない理由
『私が恋愛できない理由』（わたしがれんあいできないりゆう）は、2011年10月17日から12月19日まで、フジテレビ系列の月9枠（毎週月曜日21:00 - 21:54（JST））で放送された、日本のテレビドラマ。初回は15分拡大の22:09まで放送し、最終回は30分拡大の22:24まで放送し、一部生放送された。香里奈の月9枠ドラマ初主演作でもあった。

## 概要
幸せな恋愛に巡り会うことが困難な「恋愛超氷河期」の現代に生きる「恋愛できない女性たち」が、女性が直面する様々な悩みを本音でぶつけ合い、不器用ながらも幸せを模索するラブストーリー。
本作品で香里奈は月9枠初出演、吉高由里子は『東京DOGS』以来、2年ぶりの月9枠出演となり、大島優子は月9枠および同局の連続ドラマは初レギュラー出演となった。

## あらすじ
女性扱いに違和感を持つ藤井恵美。勝気でプライドが高い小倉咲。恋愛に奥手な半沢真子。高校の先輩・後輩同士でもある恋愛できない彼女たちは、ひょんなことから真子の伯母が住んでいた一軒家を借り、ルームシェアを始める。「男を泊めたら終わり」「女子会貯金に手を出したら終わり」「恋人ができたら終わり」という3か条のもと。同居生活の中、時に叱咤激励し、時に喧嘩をしながらも、それぞれ必死に恋愛にもがいていく。

## キャスト

### 主要人物
藤井 恵美〈27〉
演 - 香里奈
ファッションやコスメには無頓着で、男性ばかりのイベント照明会社「LIGHTING WORKS」に勤める現場の照明ウーマン。上司からも完全に男性扱いされているが、女性よりも男性と一緒にいる方が気楽なため、まったく気にしていない。
そのためか、恋愛においても女性扱いされることに違和感を覚えているが、心底では元恋人のことが忘れられずにいる。酒を飲むときは大抵、胡座をかいて飲む。
「STAR LIGHTS」の社長の野口から「うちに来ないか」と誘いを受けるが断り、優からアメリカに一緒に行かないかと誘われたが、一旦は受けるも最終的にはそれも断った。
小倉 咲〈24〉
演 - 吉高由里子
恵美の青葉女子高校演劇部後輩。恵美より後輩だがタメ口で恵美には話している。不況の煽りを受けて就職活動に失敗。新卒資格を失わないように留年しており、学費と実家への仕送りを工面するため、キャバクラ「CLUB Fairy」に勤めている。キャバクラでの源氏名は「マヤ」。後に「CLUB Fairy」は退職してアルバイト契約で出版業者の「はやて書房」に転職した。
父親は中学生の時に死去しており、クリーニング店を切り盛りする母や姉には、大手出版社に就職したと嘘をついている。プライドが高く、勝気な性格で男に不自由しないが、本気で恋をしたことがない。しかし、拓海と出会い、彼が美鈴の夫だと知りながら本気で好きになっていく。
半沢 真子〈22〉
演 - 大島優子（AKB48）
通販会社「Good Order」に勤めている、派遣社員。伯母から借りた家で演劇部先輩の恵美・咲とルームシェアすることになる。チェーホフを好んで読んでいるため、高校時代は「チェーホフの真子」と呼ばれていた。
真面目でしっかり者だが、少し抜けている一面もある。恋愛には臆病で男性経験がないことを気にしている。派遣先の社員・木崎を好きになる。
山本にフラれて社内で悪い噂が出回り、それが原因で派遣を切られ人生に迷っていたが、桃子の助言で調理師としての道を歩むことになる。最終回ではバイト先の店長と恋仲の関係になる。
白石 美鈴〈39〉
演 - 稲森いずみ
拓海の妻で、「Event RISE」社長兼イベントプランナー。夫が経営する「LIGHTING WORKS」に仕事を発注している。
恵美、咲、真子と知り合いで、彼女らが主催する女子会にも時々顔を出す。
夫の拓海とは互いに良きパートナーとして信頼し合っている。夫婦生活は冷めきっていたが、「子供がほしい」という夢ができてからは、拓海とモデルハウスに一緒に行ったりと夫婦生活は良好になってきている。しかし、拓海が「子供ができない」ことは美鈴に必要とされていないと感じているようで、そのことがわだかまりになり、お互いの関係が壊れていく。咲と拓海が一緒にいるところを目撃する。

### LIGHTING WORKS
長谷川 優〈27〉
演 - 田中圭
恵美の元恋人で、職場同僚。照明の勉強でアメリカに留学していた。ひかりと婚約していたが、ひかりの父親から結婚をあきらめてほしいと頼まれ、別れることになる。その後、恵美と交際を始めた。しかし、アメリカにいたときの仲間から一緒に会社を立ち上げることを決め、恵美にアメリカに一緒に行かないかと誘うが、断られたため、1人でアメリカに旅立って行った。
高橋 健太〈21〉
演 - 中尾明慶
恵美の後輩。優がアメリカに留学してから入社したため、それ以前からの付き合いの恵美、田村、拓海とは違い、優とは帰国して「LIGHTING WORKS」に復帰したときに初対面である。物事をはっきり言う性格で、咲に好意を持っているが、咲と拓海の関係を知り、自分の上司であるにもかかわらず拓海に叱責している。その後、咲が拓海と別れるときは2人の仲介をしている。
田村 淳一〈45〉
演 - 勝村政信
恵美の上司で、彼女を男扱いする。
白石 拓海〈38〉
演 - 萩原聖人
美鈴の夫で、「LIGHTING WORKS」社長。咲と偶然タクシーに乗り合わせ、美鈴と結婚しているにもかかわらず、急速に距離を縮めていく。
「子供がほしい」という美鈴の考えに最初は反対していたが、不妊検査を受けたりと精力的に活動を始める。だが、医師から「子供が出来る体質」ではないと言われ、子供ができない体だと美鈴を愛する資格がないと思い、美鈴と距離を置くことを選択してマンションから出ていく。

### Event RISE
前田 ひかり〈24〉
演 - 倉科カナ
優の彼女で現在婚約している。明るく素直な性格で仕事ができ、父親は病院を開業している。しかし、父親が跡継ぎが欲しいということもあり、見合い相手と結婚してくれと頼まれ、優と別れることになる。
アメリカに行くことを優から聞いた時、一緒に行かせてほしいと頼むが、断られた。その後は、今の仕事を辞め、結婚相手とも結婚をするのをやめ、看護師の資格を取ることに決めた。
丸山 ルミ〈22〉
演 - 加賀美セイラ
新入社員。美鈴のアシスタント。恋愛経験が豊富。

### Good Order
木崎 俊哉〈34〉
演 - 中村竜
真子が憧れる先輩。女癖が悪く、真子の妹・桃子と一夜を共にした。
山本 正
演 - 平岡祐太（第3 - 8話）
木崎の同僚。弁当が切っ掛けで話し始めてから真子のことが気になり好きになっていく。見た目は爽やかな好青年だが、陰湿で嫉妬深い性格をしており、真子を束縛する。
ゆり / あずさ
演 - 高山璃奈 / 米澤史織
真子の同僚。

### その他
半沢 桃子〈20〉
演 - 剛力彩芽
真子の妹。真子の性格とは対照的で男性にまったく物怖じせず、積極的で活発な性格。それゆえに木崎と一夜を共にした。
川端 亮一
演 - KEIJI（第4 - 9話）
医者。ひかりのお見合い相手で婚約する。
武居 大介
演 - 小柳友（第3 - 9話）
警視庁地域課勤務の巡査。ハロウィンパーティで恵美と出会い、井の頭公園で初めてデートをする。妹・美奈子に背中を押され、恵美に告白して付き合うことになる。しかし、恵美がまだ優に未練があることに気づき、別れることになった。
武居 美奈子
演 - 疋田英美（第5 - 9話）
大介の妹。奥手な大介に「今、好きな人に告白しないと後悔することになる」とアドバイスし、背中を押す。少しブラコン気味で、大介を大切に思っている。
野口 進
演 - 永井大（第7 - 9話）
現在最も勢いのある新設の照明会社「STAR LIGHTS」の社長。「LIGHTING WORKS」と共同で代々木のライブを施工することになり、恵美をチーフに指名する。
榎本 信司
演 - 青柳翔（第7 - 最終話）
「Rencontre」オーナーシェフ。男性を雇うつもりだったが、真子の真剣さに負け、真子を雇うことになる。圭太という息子がおり、奥さんを亡くしている。
榎本 圭太
演 - 西村亮海（第9 - 最終話）
信司の息子。真子に懐いており、新しいお母さんが欲しいと思っている。
藤井 淑恵
演 - 宮崎美子（第9 - 最終話）
恵美の母親。彼女を心配し、たまに電話をかけては家族の近況を知らせている。ライヴのために上京して恵美たちの女子会に参加し、若い自分に戻れたような気持ちになって盛り上がる。
小倉 由美子 / 小倉 すみれ
演 - 根岸季衣 / 松岡恵望子
咲の母親と姉。実家で「小倉クリーニング」を営んでいる。

### ゲスト
第1話
平井堅
演 - 本人
KEN HIRAI Live Tour 2011 「JAPANESE SINGER」のライヴを「LIGHTING WORKS」が施工する。
さきこ
演 - 咲世子
恵美の演劇部後輩。
第2話
アイリ / メグ
演 - 工藤えみ（第3話） / 水崎綾女（第3・8話）
「CLUB Fairy」のキャバクラ嬢。
河野
演 - 才勝（第3話）
「CLUB Fairy」の客。
第4話
新井
演 - 神保悟志（第5話）
「CLUB Fairy」の客。出版社に勤めていると嘘をつき、咲に近づく。
第9話
安室奈美恵
演 - 本人
「namie amuro LIVE STYLE 2011」のライヴを「STAR LIGHTS」「LIGHTING WORKS」共同で施工する。
小池
演 - 春海四方（最終話）
「はやて書房」編集長。咲をアルバイト契約で雇う。

## スタッフ
- プロデュース - 中野利幸
- 脚本 - 山崎宇子、坂口理子
- 音楽 - 末廣健一郎、MAYUKO
- 演出 - 石井祐介、並木道子
- 制作 - フジテレビ ドラマ制作センター

## テーマソング
- 主題歌 安室奈美恵「Love Story」（avex trax）
- 劇中使用曲 安室奈美恵「Sit! Stay! Wait! Down!」（avex trax）

## 放送日程
| 各話                                                       | 放送日         | サブタイトル                                                             | 演出     | 視聴率 |
| ---------------------------------------------------------- | -------------- | ------------------------------------------------------------------------ | -------- | ------ |
| 第1話                                                      | 2011年10月17日 | 恋なんて面倒!? 恋は贅沢!? イタ過ぎる枯れ女達が恋する!?                   | 石井祐介 | 17.0%  |
| 第2話                                                      | 10月24日       | 恋は傷つくから嫌!? 枯れ女達の大逆転!?                                    | 石井祐介 | 15.7%  |
| 第3話                                                      | 10月31日       | 恋に臆病!? こわい!? 枯れ女達に大波乱!?                                   | 並木道子 | 14.8%  |
| 第4話                                                      | 11月07日       | 不器用すぎる私達!? 新しい恋の始め方!?                                    | 石井祐介 | 16.1%  |
| 第5話                                                      | 11月14日       | 恋愛ニートは卒業!? 二人だけの秘密!?                                      | 並木道子 | 14.8%  |
| 第6話                                                      | 11月21日       | 素直になれたら楽!? 二人きりの夜に…!?                                     | 石井祐介 | 15.4%  |
| 第7話                                                      | 11月28日       | 想いが止まらない!? 空回りな恋の行方!?                                    | 並木道子 | 15.6%  |
| 第8話                                                      | 12月05日       | 恋なんて、大嫌い!? 傷ついて傷つけて!?                                    | 石井祐介 | 14.8%  |
| 第9話                                                      | 12月12日       | 行かないで!! 私達のクライマックスへ!!                                    | 並木道子 | 15.3%  |
| 最終話                                                     | 12月19日       | 私の選択と決断!! 3人の恋愛の結末は!? 探した答えがここに!? 一部生放送SP!! | 石井祐介 | 18.4%  |
| 平均視聴率 16.0%（視聴率は関東地区・ビデオリサーチ社調べ） |                |                                                                          |          |        |

- 初回は15分拡大、最終回は30分拡大。
- 第6話は、ワールドカップバレー2011男子 日本×アルゼンチン戦の中継延長により、21:45からの放送となった。
- 第7話は、ワールドカップバレー2011男子 日本×中国戦の中継延長により、21:10からの放送となった。
- 最終回のラストシーンは生放送だった。
- 同枠の平均視聴率が『月の恋人〜Moon Lovers〜』以来5作ぶりに15%を上回り、香里奈が主演の連続ドラマの中では最高記録となった。